# Tyrannochthonius chihayanus
Espèce
Tyrannochthonius chihayanus est une espèce de pseudoscorpions de la famille des Chthoniidae.

## Distribution
Cette espèce est endémique de la préfecture de Shizuoka au Japon,. Elle se rencontre dans la péninsule d'Izu.

## Description
Le mâle holotype mesure 1,35 mm et la femelle paratype 1,52 mm, les mâles mesurent de 1,33 à 1,44 mm et les femelles de 1,34 à 1,46 mm.

## Étymologie
Cette espèce est nommée en l'honneur de Chihaya Kiyosumi.

## Publication originale
- Sakayori, 2009 : A new species of the genus Tyrannochthonius from the Izu Peninsula, central Honshu, Japan (Arachnida: Pseudoscorpionida: Chthoniidae). Edaphologia, no 84, p. 21-24 (texte intégral).